# Château de Fère-en-Tardenois
Le château de Fère-en-Tardenois est un ancien château fort, bâti à partir du début du XIIIe siècle, dont les ruines se dressent sur la commune de Fère-en-Tardenois dans le département de l'Aisne en région Hauts-de-France. Les vestiges de l'édifice sont partiellement protégés au titre des monuments historiques. 

## Localisation
Les vestiges du château sont situés sur la commune de Fère-en-Tardenois, à 3 kilomètres au nord-nord-est du bourg, sur une haute motte artificielle, dans le département français de l'Aisne.

## Historique
Vers 958, Flodoard indique qu'il existe une place forte à Fère.
La terre de Fère est acquise, à la fin du XIIe siècle, des archevêques de Reims, par Robert Ier de Dreux, frère du roi de France Louis VII. Son fils, Robert II, comte de Dreux et de Braine, commence à élever la forteresse à partir de 1206 ; la construction durera jusqu'en 1260. Elle passe aux Bretagne-Dreux : Mauclerc puis sa fille Yolande, femme de Hugues XI de Lusignan et mère de Guy de Lusignan, seigneur de Couhé et de Peyrat. Guy l'échange en mai 1298 avec le connétable Gaucher V de Châtillon, contre la terre de Frontenay que Philippe le Bel avait confiée au connétable. 
Gaucher de Châtillon († v. 1404), vicomte de Bl(a)igny (fils du vicomte Guy, fils lui-même du connétable Gaucher V), vendit Fère-en-Tardenois au duc Louis Ier d'Orléans en 1392. Fère appartint désormais à la maison d'Orléans, puis aux Valois-Angoulême (Anne de Bretagne, par ailleurs issue des Dreux-Bretagne, fut la femme de Louis XII, petit-fils du duc Louis d'Orléans, et la belle-mère de François Ier (d'Angoulême) ; ce dernier fit passer Fère à sa propre mère Louise de Savoie). En 1528, Louise de Savoie l'offre au connétable Anne de Montmorency pour son mariage. Celui-ci fait transformer le château, ajoutant le grand pont couvert, attribué à l'architecte Jean Bullant. 
La Couronne le confisque après le supplice d'Henri II de Montmorency. Il est rendu peu après à Charlotte de Montmorency, épouse du Prince de Condé. Il passe ainsi à la branche cadette des Condé, les princes de Conti, et par la suite au duc d'Orléans, père de Philippe Égalité. Ce dernier le démolit en partie en 1779 et en vend les matériaux et les meubles. Ses créanciers s'emparent du reste et le vendent aux enchères, à Paris en 1793.

## Description

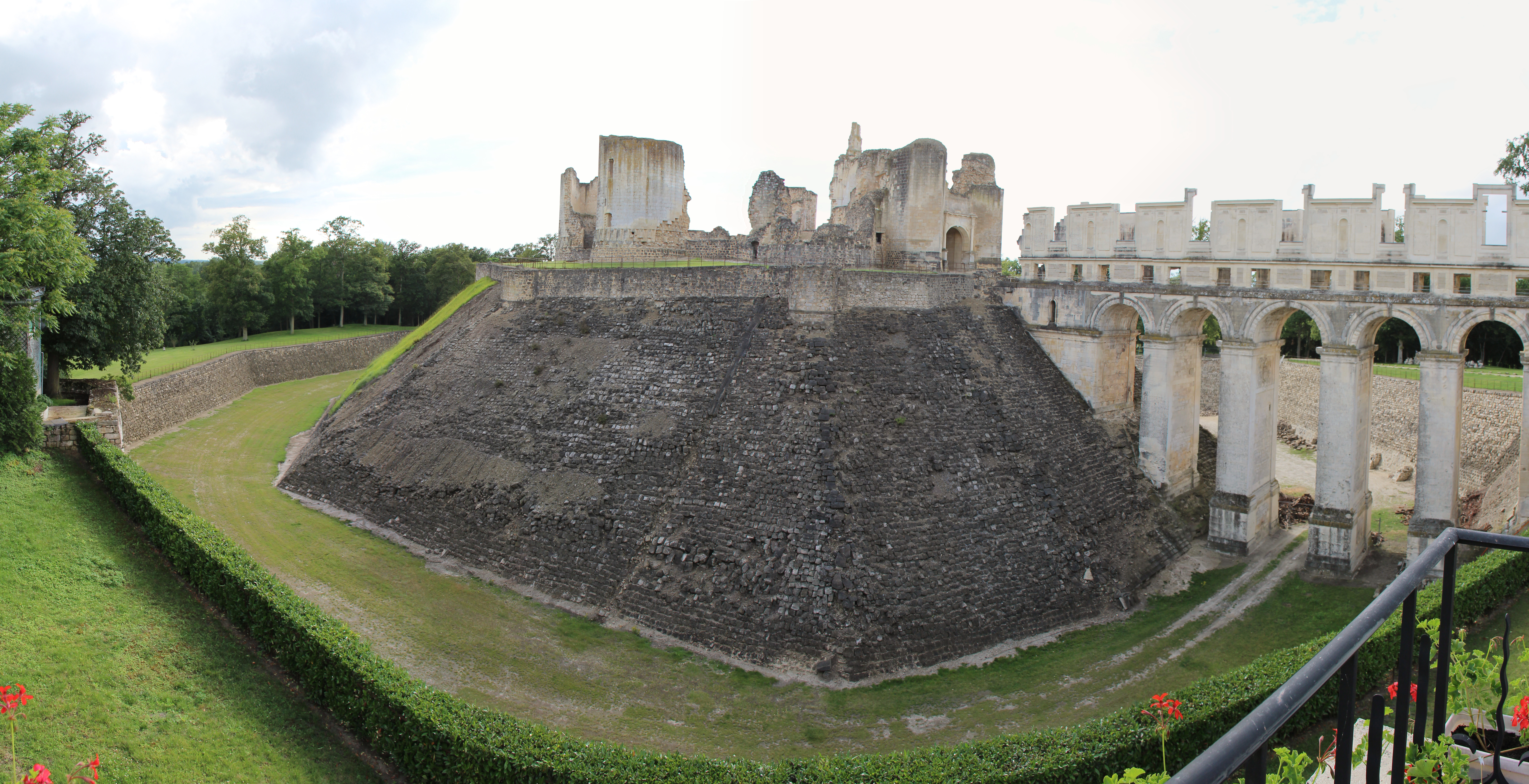
Vue panoramique du château fort, de la motte, du fossé, du glacis et du pont couvert.

Au XXIe siècle, le château de Fère-en-Tardenois se présente sous la forme d'une enceinte heptagonale irrégulière que flanquent des tours cylindriques.

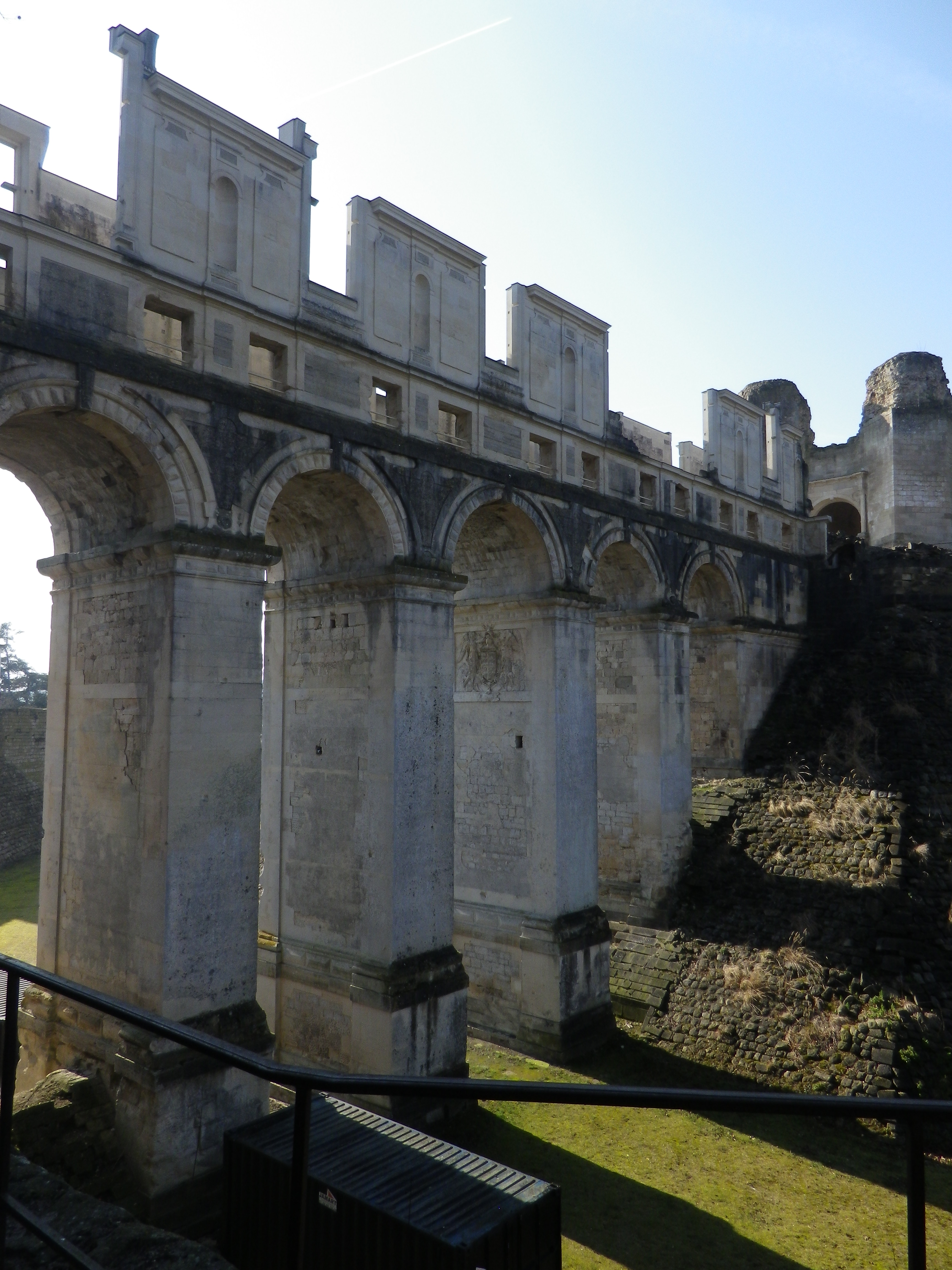
Pont couvert Renaissance menant au château médiéval.

Le château de Fère-en-Tardenois se caractérise par la présence d'un pont couvert monumental, enjambant le fossé. Ce pont de style Renaissance préfigure les dispositions du château de Chenonceau : il comporte une galerie de service et un étage supérieur aménagé en une longue salle consacrée au jeu et à la vie mondaine. Ce pont, long de 60 mètres, constitué de cinq arches, jeté vers 1560 par le connétable de Montmorency, entre la motte et la basse-cour, supporte une « galerie » large de 5 mètres.
On accède à l'enceinte par un châtelet d'entrée encadré de deux tours pentagonales à éperon du XIIIe siècle,, ouverte au sud, qui donne sur la cour du château dépourvu de donjon et juché sur une immense motte semi-artificielle, haute de 18 mètres, au glacis entièrement maçonné par des pavés de grès. La courtine est flanquée aux angles de sept grosses tours rondes aujourd'hui très ruinées, disposées autour d'une cour heptagonale irrégulière. Ces tours empattées ont leurs assises constituées de trois, quatre ou cinq lits, formant comme des dents d'engrenage ; aucun autre exemple n'étant connu. Percées de hautes archères, elles ont au XIIIe siècle leurs étages séparés par des planchers, disposition qui fut remaniée à la Renaissance. Les logis et les communs s'appuyaient tout autour de la courtine, et ont tous été reconstruits ou modifiés à la Renaissance. Un puits est creusé au milieu de la cour. Au pied de la chemise, des fausses braies flanquées de tours semi-circulaires ménagent un chemin de circulation.

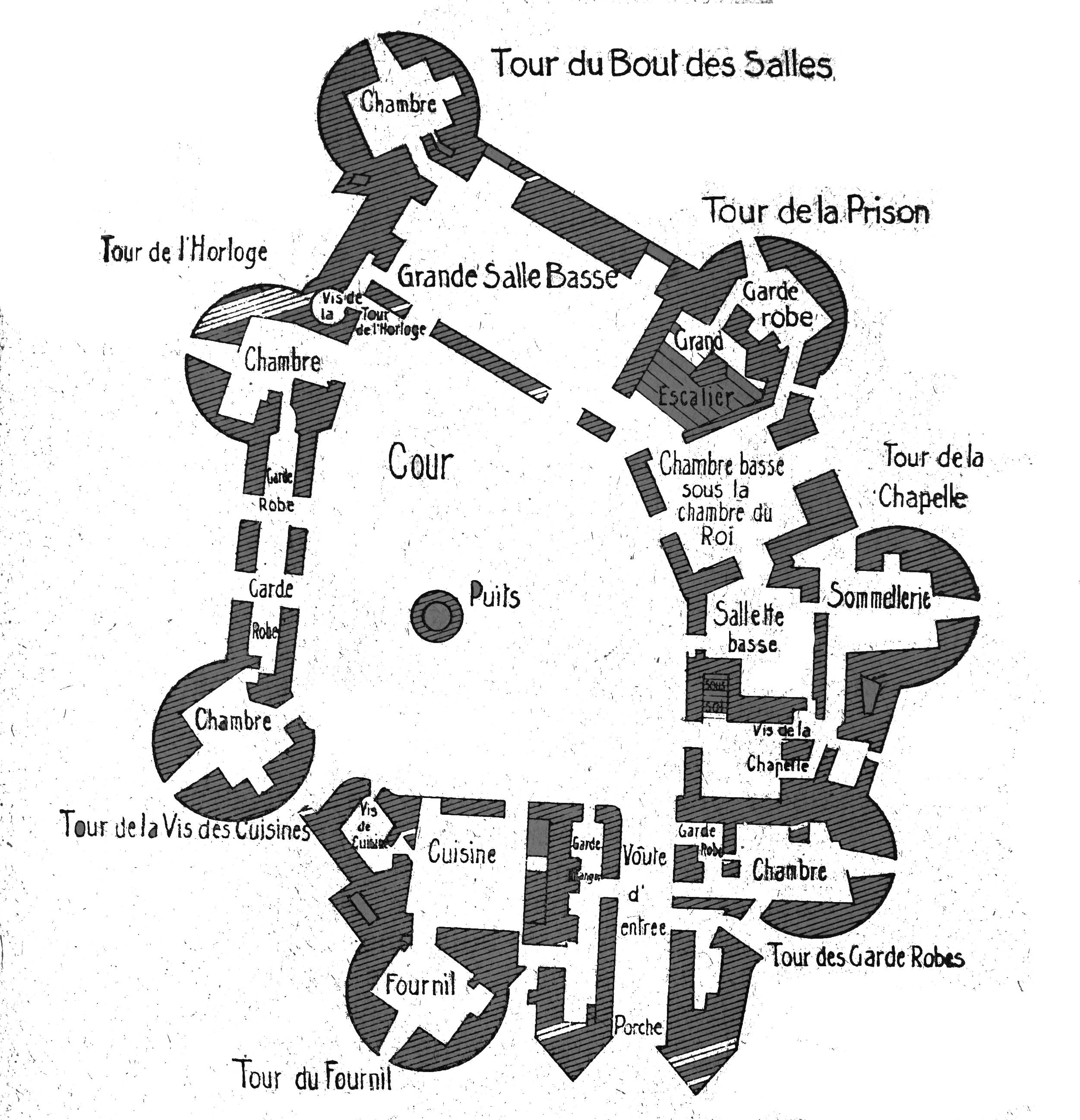
Plan du rez-de-chaussée.
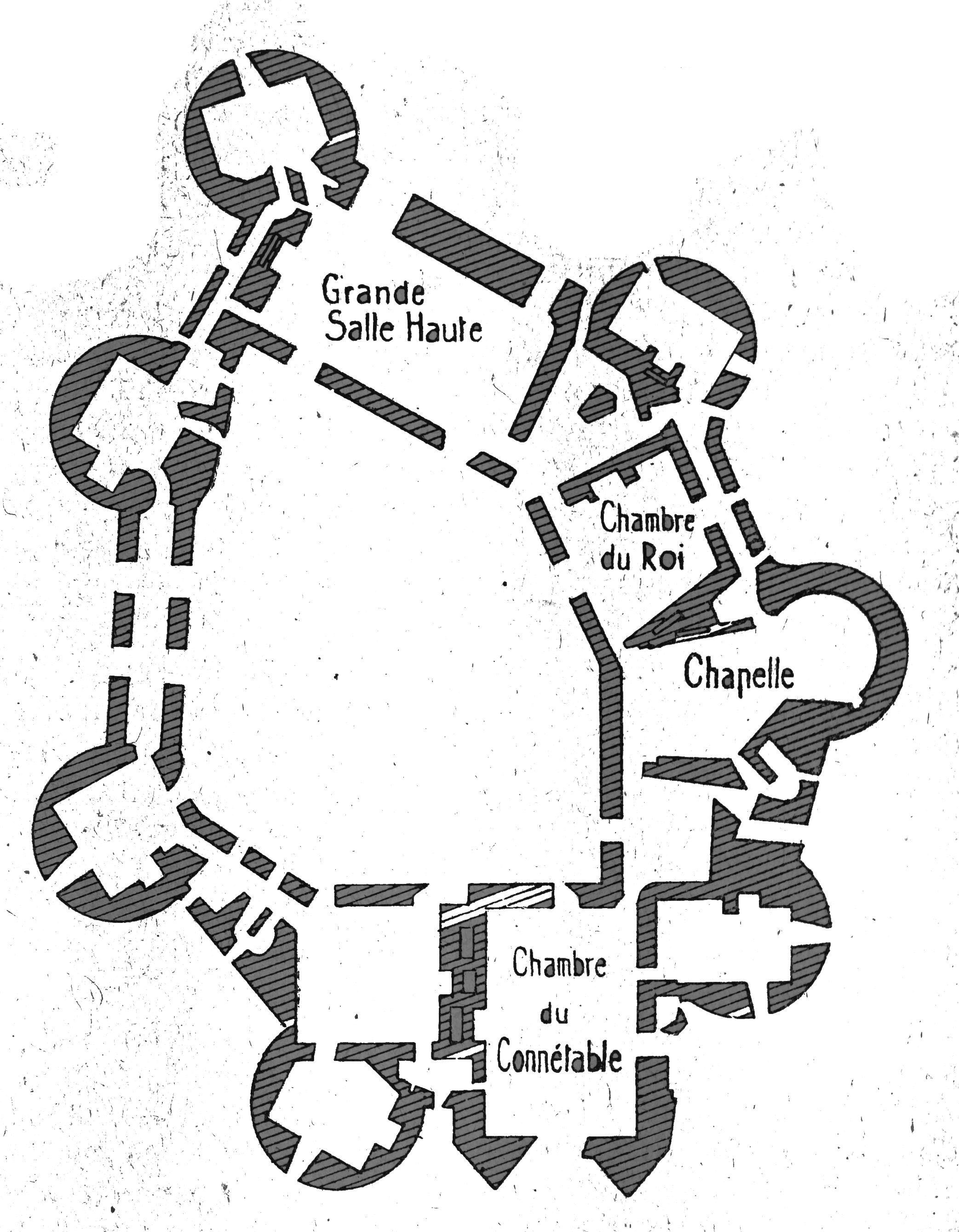
Plan du premier étage.
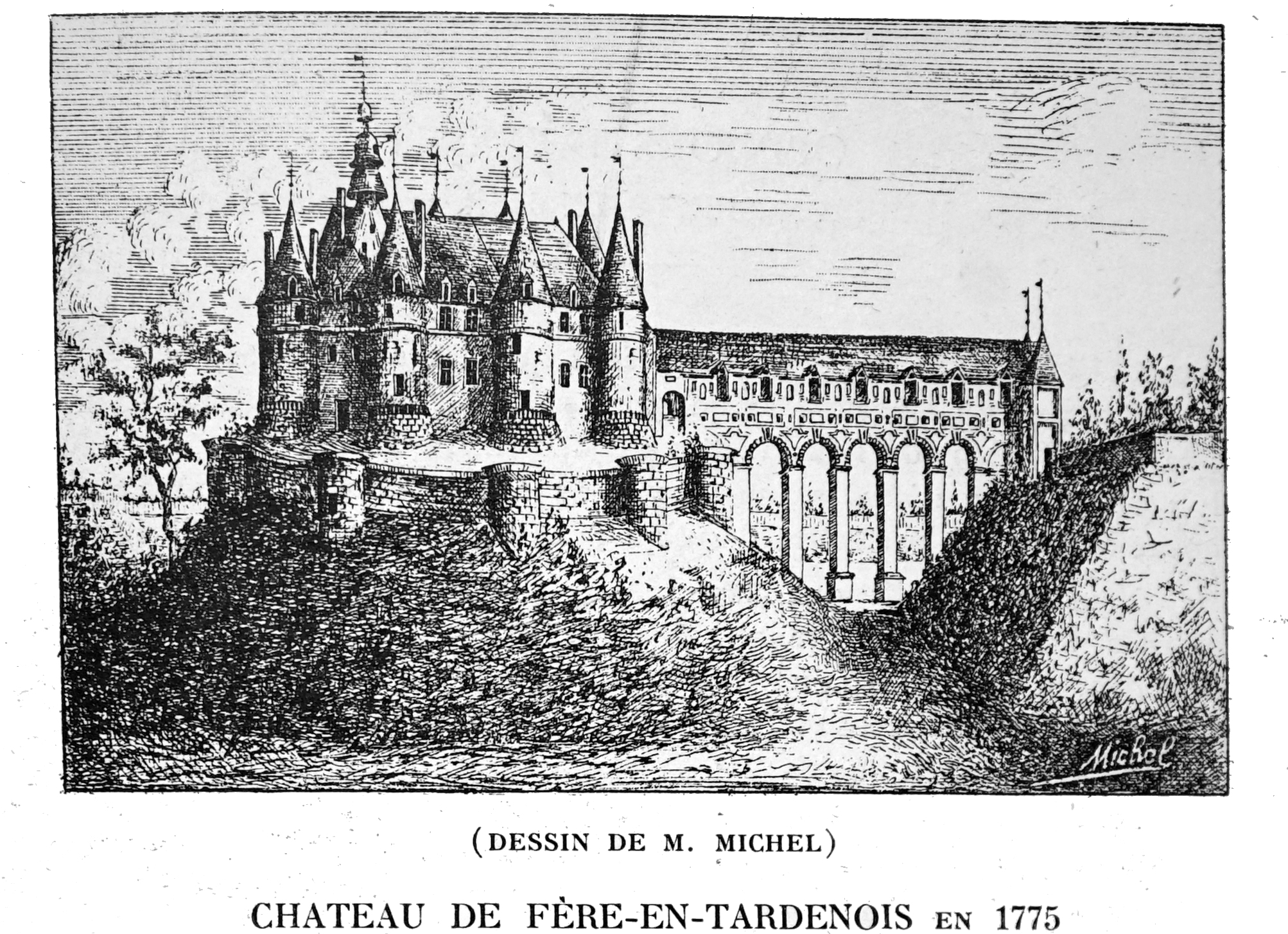
Aspect ancien.

[https://www.chateau-de-fere.fr reconstitution 3D du château

Le domaine de chasse de près de 250 hectares du château constitue l'actuelle forêt de Fère-en-Tardenois. Le dernier propriétaire des ruines du château, Raymond de la Tramerie, enterré à proximité des ruines, en fit don au conseil général de l'Aisne. Un hôtel de luxe est installé dans les anciennes écuries, à proximité du château.

## Protection
Au titre des monuments historiques, les vestiges du château sont classées par liste de 1862 ; la basse-cour du château, les façades et toitures de l'ensemble des bâtiments, les pavillons et tour de l'avant-cour et de la basse-cour, y compris l'hôtellerie, à l'exception des adjonctions du XXe siècle, l'ancienne porte de l'avant-cour, côté sud-est, l'ensemble des murs de clôture et de soutènement de l'avant-cour et de la basse-cour, l'ensemble des sols archéologiques de l'avant-cour et de la basse-cour sont inscrits par arrêté du 19 avril 1994.